# 더 듀엣
《더 듀엣》은 MBN에서 2012년 1월 20일부터 2012년 2월 10일까지 방송되었던 TV 프로그램이다. 배우와 가수로 이루어진 듀엣 팀 6팀이 참여하여, 1팀씩 떨어뜨리는 방식으로 기획되었으나, 저조한 시청률로 인해 4화만에 조기종영했다. 우승 팀에게 지급될 예정이던 상금 1억 원도 없던 일이 되었다.

## 출연 가수
- 이정
- 다비치
- 이세준
- 마이티마우스
- 케이윌
- 서영은
- 손호영

## 출연 배우
- 진구
- 박건형
- 엄기준
- 김승우
- 공현주
- 장희진
- 현우
- 박상면
- 임정은
- 고은미